# Rhotazismus
Als Rhotazismus (griechisch ῥῶ rho) bezeichnet man den Lautwandel eines beliebigen Konsonanten zu r. Betroffen sind meist Frikative wie das s oder der laterale Approximant l.

## Beispiele
Beispiele lassen sich in vielen Sprachen finden:
Im Deutschen gibt es Rhotazismen auf dialektaler Ebene, beispielsweise im Hessischen, im Hunsrückischen, in der Westpfalz und im Odenwald:
- Das mittelhessische Werrer für Wetter oder Brerrer für Bretter.

Auch in manchen niederdeutschen Dialekten finden sich auch Rhotazismen:
- So heißt es in einigen Mundarten orrer ‘oder’ und Werrer ‘Wetter’, wofür in anderen Dialekten oder und Wedder steht.

Ein Beispiel aus dem Niederländischen ist:
- Amstel (Flussname) – Amsterdam (Stadtname)

In allen germanischen Sprachen außer im (schon sehr früh bezeugten) Gotischen wurde das stimmhafte s /z/ zu einem /r/, was ebenfalls als Rhotazismus zu beurteilen ist.
- So entspricht im Isländischen dem urgermanischen Frikativ z in der heutigen Sprache ein r beispielsweise in:
- dagur ‘Tag’ aus dem urgermanischen *daγaz
- rauður ‘rot’ aus dem urgermanischen *rauðaz

Ein Relikt eines einst regelhaften Rhotazimus liegt im Deutschen und in weiteren neugermanischen Sprachen im sogenannten grammatische Wechsel vor, etwa war – gewesen; erkiesen – erkoren, sowie (damit verwandt) in Nominalableitungen von Verben, etwa frieren – Frost; verlieren – Verlust. Deutlicher ist der grammatische Wechsel noch im Niederländischen sichtbar, etwa ik was – wij waren ‘war, waren’ und vriezen – vroor – gevroren ‘frieren, fror, gefroren’; vergleiche auch englisch I was – we were ‘war, waren’ und freese ‘frieren’ – frore ‘gefroren, kalt’.
Beispiele aus dem Lateinischen:
- Der Genitiv von genus ist generis
- die Vergangenheit von esse ist eram

In italienischen Dialekten, die statt des l oder d in der Standardsprache ein r haben.
Beispiele aus dem neapolitanischen Dialekt:
- Standarditalienisch medesimo ist dort meresimo
- ultimo erscheint als urdemo

Beispiele aus dem Portugiesischen:
- empregar ‘benutzen, verwenden’, aus lateinisch implicāre
- obrigar ‘nötigen, verpflichten, zwingen’, aus lateinisch obligāre
- branco ‘weiß’, aus germanisch *blankaz, vergleiche französisch blanc, italienisch bianco, deutsch blank

Beispiele aus dem Rumänischen:
- moară ‘Mühle’, aus lateinisch mola(m)
- sare ‘Salz’, aus lateinisch sale(m)